# Bryconacidnus
Genre
Bryconacidnus est un genre de poissons téléostéens de la famille des Characidae et de l'ordre des Characiformes.

## Liste d'espèces
Selon FishBase (9 juin 2015) :
- Bryconacidnus ellisi (Pearson, 1924)
- Bryconacidnus hemigrammus (Pearson, 1924)
- Bryconacidnus paipayensis (Pearson, 1929)